# Scaptomyza dorsalis
Scaptomyza dorsalis är en tvåvingeart som beskrevs av Seguy 1938. Scaptomyza dorsalis ingår i släktet Scaptomyza och familjen daggflugor. Inga underarter finns listade i Catalogue of Life.